# Kultura Noua
Kultura Noua – kultura epoki brązu występująca w latach 1300–1200 p.n.e. (1 połowa III okresu epoki brązu, Brąz D) w dorzeczu Dunaju i Dniestru, w ciągu XIII w. p.n.e. rozprzestrzeniła się także w Mołdawii i Siedmiogrodzie. Nazwa pochodzi od miejscowości Noua w Rumunii.
Ludność tej kultury zajmowała się hodowlą, głównie bydła rogatego. Zamieszkiwała osiedla otwarte na których odnaleziono spore pokłady spalenizny, pozostałości miejsc kultowych (tzw. zolniki).
Obrządek pogrzebowy: szkieletowy (czasem pojedyncze groby ciałopalne).
Odnaleziono niewiele przedmiotów metalowych związanych z tą kulturą, jednak bardzo rozwinięta była obróbka kości i kamienia.
Jej kres nastąpił w związku z ekspansją kultury gawskiej (Gava) ku wschodowi w okresie Ha A.